# Les Pastoureaux
Les Pastoureaux (wörtlich: »Die Hirtenjungen«) oder Die Sängerknaben von Waterloo (französisch Petits Chanteurs de Waterloo) ist ein belgischer Knaben- und Männerchor von Waterloo in Belgien. Es wurde im Jahr 1974 gegründet und wird gegenwärtig von Phillippe Favette und Xavier Devillers geleitet. 
Das Ensemble verfügt über ein breites Repertoire, das von der Renaissancemusik bis zur Moderne reicht und Folklore und Popmusik miteinbezieht. Mehr als 1000 Konzerte haben die 7- bis 14-jährigen Mitglieder des Chores, die auch „Petits Chanteurs de Waterloo“ („Die Sängerknaben von Waterloo“) genannt werden, absolviert.
Neben den heimischen Konzerten in der „Chapelle Musicale Reine Elisabeth“ begeben sie sich regelmäßig auf Konzertreisen durch ganz Europa sowie nach Süd- und Nordamerika und Japan. Zudem ist der Chor Gast bei Festivals im In- und Ausland, so dem „Flandern-Festival“, dem „Festival de Wallonie“ oder dem „Musicales de Beloeil“ und bei Musikfesten in Polen, Italien oder Österreich.
2017 gastierten die Knaben im lettischen Riga, wo sie als offizielle Vertreter Belgiens beim Wettbewerb Eurovision Chor des Jahres auftraten.